# Harald Nicolai Storm Wergeland

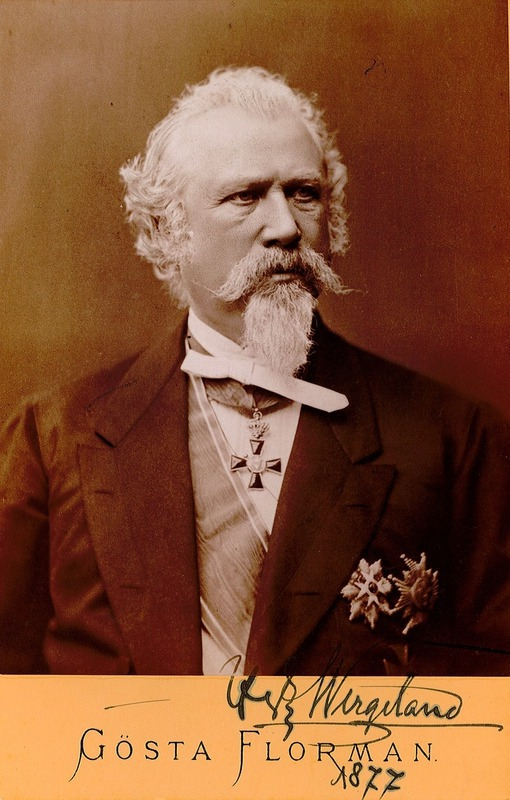
Harald Nicolai Storm Wergeland 1877.

Harald Nicolai Storm Wergeland, född den 27 maj 1814 i Bergen, död den 12 oktober 1893 i Kristiania, var en norsk militär och statsråd. 
Wergeland, som var son till sjökaptenen Gert Chr. Storm och Ingeborg Birgitte Wergeland,  adopterades av sin morbror prosten Nicolai Wergeland. Han blev officer 1831 och utgav 1847-51 tillsammans med Aleksander Waligorsky den första större vägkartan över Norge (Veikart over Norge). 
År 1846 blev Wergeland förste kommissarie vid gränsregleringen mellan Norge och Ryssland, 1849 lärare vid militärhögskolan och 1852 överstelöjtnant i generalstaben. Han studerade 1853 telegrafväsendet i Berlin och Hamburg samt blev 1857 chef för generalstaben och 1859 generalmajor.
Åren 1860-68 var han statsråd, därefter brigadchef och kommendant på Akershus fästning samt 1879-90 generallöjtnant och generalfälttygmästare. Wergeland avgick 1872 som utomordentligt sändebud till hoven i Wien, Rom och München för att notificera tronombytet i Sverige och Norge. I många år var han redaktör av "Norsk militært tidsskrift" och sedan 1871 en lång tid styresman i Norsk jæger- og fiskeriforening.